# Leyla Hussein
Leyla Hussein (in somalo Leyla Xuseen) (Somalia, 27 ottobre 1980) è una psicoterapeuta e attivista somala, fondatrice del Dahila Project, una delle co-fondatrici dell'organizzazione non profit Daughters of Eve e un'amministratrice delegata di Hawa's Haven. Nel 2020, Hussein è stata eletta rettrice dell'Università di St Andrews, diventando così la terza donna e la prima donna nera a ricoprire questa carica.

## Biografia
Leyla Hussein è nata in Somalia da una famiglia istruita e privilegiata; successivamente emigra nel Regno Unito, dove ottiene un diploma in consulenza terapeutica presso l'Università della Thames Valley.
È madre di una bambina.

### Carriera
Leyla Hussein ha oltre un decennio di esperienza nel campo dell'assistenza riproduttiva, con l'intento di sensibilizzare i giovani lavoratori. Lavora per l'African Well Women Clinic nella Waltham Forest, dove incontra sopravvissute alle mutilazioni genitali femminili. Ha lavorato al progetto NAZ di Londra come consulente per la salute sessuale per i somali affetti da HIV e AIDS nel 2010, insieme a Nimco Ali e Sainab Abdi, la co-fondatrice di Daughters of Eve. L'organizzazione senza scopo di lucro è stata creata per aiutare le giovani donne e ragazze, con particolare attenzione all'educazione e alla sensibilizzazione sulle mutilazioni genitali femminili, alle quali Leyla Hussein stessa è stata sottoposta all'età di sette anni. Dopo la gravidanza, vuole garantire la sicurezza fisica di sua figlia, il che la ispira ad avviare una campagna di sensibilizzazione per proteggere le ragazze in tutto il mondo.
Inoltre, Leyla Hussein è l'amministratrice delegata di Hawa's Haven, una coalizione di militanti e attivisti della comunità somala, che mira a sensibilizzare sulla violenza di genere, e gestisce il gruppo di terapia del progetto Dalhia, creato in collaborazione con il Manor Garden Health Aviocacy Project, dove è consulente d'informazione e animatrice della comunità.
Leyla è l'ambasciatrice globale di The Girl Generation, un programma di cambiamento sociale volto a porre fine all'escissione entro una generazione, attualmente operante in dieci paesi africani.
In qualità di operatore sanitario, lavora a stretto contatto con la polizia metropolitana dell'Advisory Council on Ending Female Genital Mutilation tramite il suo Project Azure. Lavora anche come consulente per la campagna europea END FGM sostenuta da Amnesty International, parlando a questo titolo davanti alle legislature cipriote, viennesi e londinesi. Inoltre, è membro del consiglio di amministrazione dell'Advisory Council on Ending Female Genital Mutilation (Consiglio Consultivo per la fine delle mutilazioni genitali femminili) e del Desert Flower Foundation Advisory Group (Gruppo consultivo della Fondazione Desert Flower), finanziato da Waris Dirie, e Her Majesty's Inspectorate of Constabulary Advisory Group sulla violenza contro donne e ragazze (VAWG). È anche membro del consiglio di amministrazione del progetto NAZ London.
Nel dicembre 2016, in occasione del primo vertice sulle mutilazioni genitali femminili negli Stati Uniti, allestisce una mostra con i ritratti di sopravvissute alla MGF realizzati da Jason Ashwood.
La registra Barbara Miller ha realizzato un documentario intitolato #Female Pleasure sul viaggio di cinque donne impegnate nella sessualità femminile autodeterminata, tra cui Leyla Hussein. Il film vince il «Premio Zonta Club Locarno 2018», assegnato a un film della Settimana della Critica del Locarno Festival con un profondo impegno sociale.
Nel 2019, a Leyla Hussein è stato conferito il titolo di Ufficiale dell'Ordine dell'Impero Britannico (OBE) dalla Regina Elisabetta II per il suo impegno nella lotta contro le mutilazioni genitali femminili e la disuguaglianza di genere.

## Conferenze e dibattiti
Oltre al suo lavoro psicoterapeutico e di competenza, Hussein è invitata a parlare su questioni riguardanti le ragazze, le donne e i diritti umani su varie piattaforme, comprese le conferenze TED, l'Oslo Freedom Forum, al Women of the World Festival e altro ancora.
Nel 2017, inizia un podcast chiamato The Guilty Feminists.
Nel 2013, Leyla presentaThe Cruel Cut, un documentario sul suo lavoro sull'eliminazione delle mutilazioni genitali femminili nel Regno Unito e trasmesso su Canale 4. È innovativo e sta contribuendo a cambiare la politica e la legislazione britannica la MGF. Il documentario e Leyla sono stati nominati per un BAFTA nel 2014.
Leyla è invitata a tenere conferenze in diverse università, comprese quelle di Cambridge, Oxford, UCL, West London University, Columbia, Banard, Georgetown, Harvard e Penn University.

## Premi
- 2008: Premio PCT Abbattere le barriere
- 2010: Premio Cosmopolitan Ultimate Campaigner Women of the Year
- 2011: Premio Emma Humphrey[3]
- 2012: Premio speciale Lin Groves[5]
- 2012: True Honor Award dell'Organizzazione iraniana e curda per i diritti delle donne
- 2013: 100 Women dalla BBC
- 2013: Premio Ambasciatore della Pace della Federazione Interreligiosa e Internazionale per la Pace
- 2014: Community / Charity of the Year Award da Red Magazine con Nimco Ali per il loro lavoro con Daughters of Eve[9]
- 2014: 6 of Woman's Hour Power List[7]